# Ota z Freisingu
Blahoslavený Ota z Freisingu, O.Cist. (1112,? snad Klosterneuburg — 22. září 1158 klášter Morimond) byl katolický kněz, cisterciák, biskup ve Freisingu a středověký kronikář. Pocházel z rodu Babenberků. Katolickou církví je uctíván jako blahoslavený a jeho svátek je slaven 22. září.

## Život

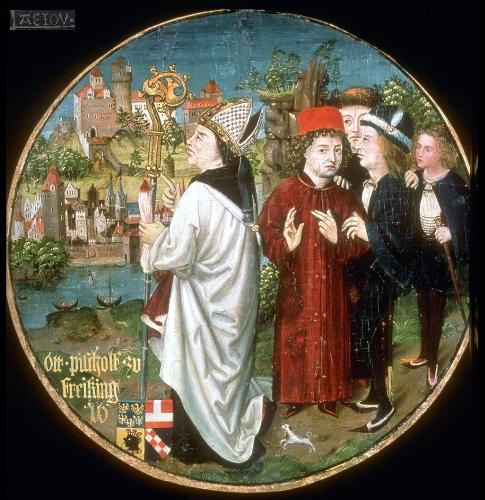
Biskup Ota z Freisingu se dívá na město a katedrálu ve Freisingu

### Rodinný původ
Narodil se jako syn rakouského markraběte sv. Leopolda III. a jeho druhé manželky Anežky z Waiblingenu, která byla dcerou císaře Jindřicha IV. a vdovou po Fridrichovi Švábském. Ota tak byl spřízněn s předními říšskými rody. Byl nevlastním bratrem německého krále Konráda III. a strýcem pozdějšího císaře Fridricha Barbarossy. Jeho vlastními bratry byla rakouská markrabata Leopold IV., Jindřich II. a salcburský arcibiskup Konrád II.

### Církevní působení
Kolem roku 1126 se stal proboštem v Klosterneuburgu. Od roku 1127 studoval v Paříži a v roce 1132 se stal cisterciáckým mnichem v Morimondu. Byl iniciátorem založení kláštera Heiligenkreuz (tento klášter se posléze stal babenberským rodovým pohřebištěm), který v roce 1131 založil jeho otec, a v roce 1138 se stal biskupem ve Freisingu. Jako biskup se snažil pozvednout ve své diecézi morálku a zaváděl zde církevní reformu. Rovněž se snažil o dobré vzájemné vztahy světské a církevní moci. Obnovil rovněž freisinskou katedrální školu a ta se díky němu stala důležitým centrem vědy a duchovního života.
Účastnil se druhé křížové výpravy v roce 1147.
Důležitá je též jeho činnost kronikářská. Jeho „Chronica sive Historia de duabus civitatibus“ (Kronika čili Dějiny dvou obcí) zahrnuje v sedmi dílech světové dějiny, přičemž osmý díl obsahuje vizi Posledního soudu. Jeho „Gesta Friderici“ (Činy Fridrichovy) popisují dobu vlády Fridricha Barbarossy mezi léty 1152–1156. Navázal na něj jeho sekretář Rahewin, který pokračoval až do roku 1160.

### Závěr života
Ota z Freisingu zemřel 22. září 1158 v Morimondu, kam se dostavil na řádovou kapitulu, a byl pohřben ve zdejším klášterním kostele.

## Beatifikace
Později byl beatifikován a jeho liturgická památka dnes připadá na 22. září, výroční den jeho smrti. Zobrazován bývá jako biskup nebo opat v cisterciáckém hábitu. Za atributy mívá obvykle knihu a pero.
Klášter v Morimondu byl rozpuštěn roku 1791 v důsledku Francouzské revoluce a kostel postupně upadal. Roku 1954 zde byly nalezeny kosterní pozůstatky a po nutném antropologickém průzkumu byly uloženy jako Otovy v klášteře Heiligenkreuz blízko jeho předků.

## Odkazy

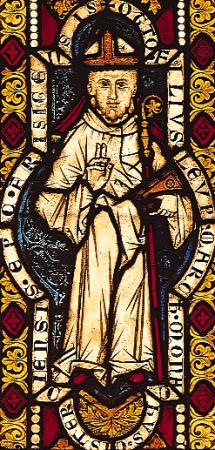
Vitráž